# Râul Chiuruțul Mare
Râul Chiuruțul Mare este un curs de apă, afluent al râului Mureș. 